# Religioni in Corea del Sud
BuddhismoProtest...CattolicesimoIrrelig...AltroBuddhismoProtestantesimoCattolicesimoIrreligiositàAltro

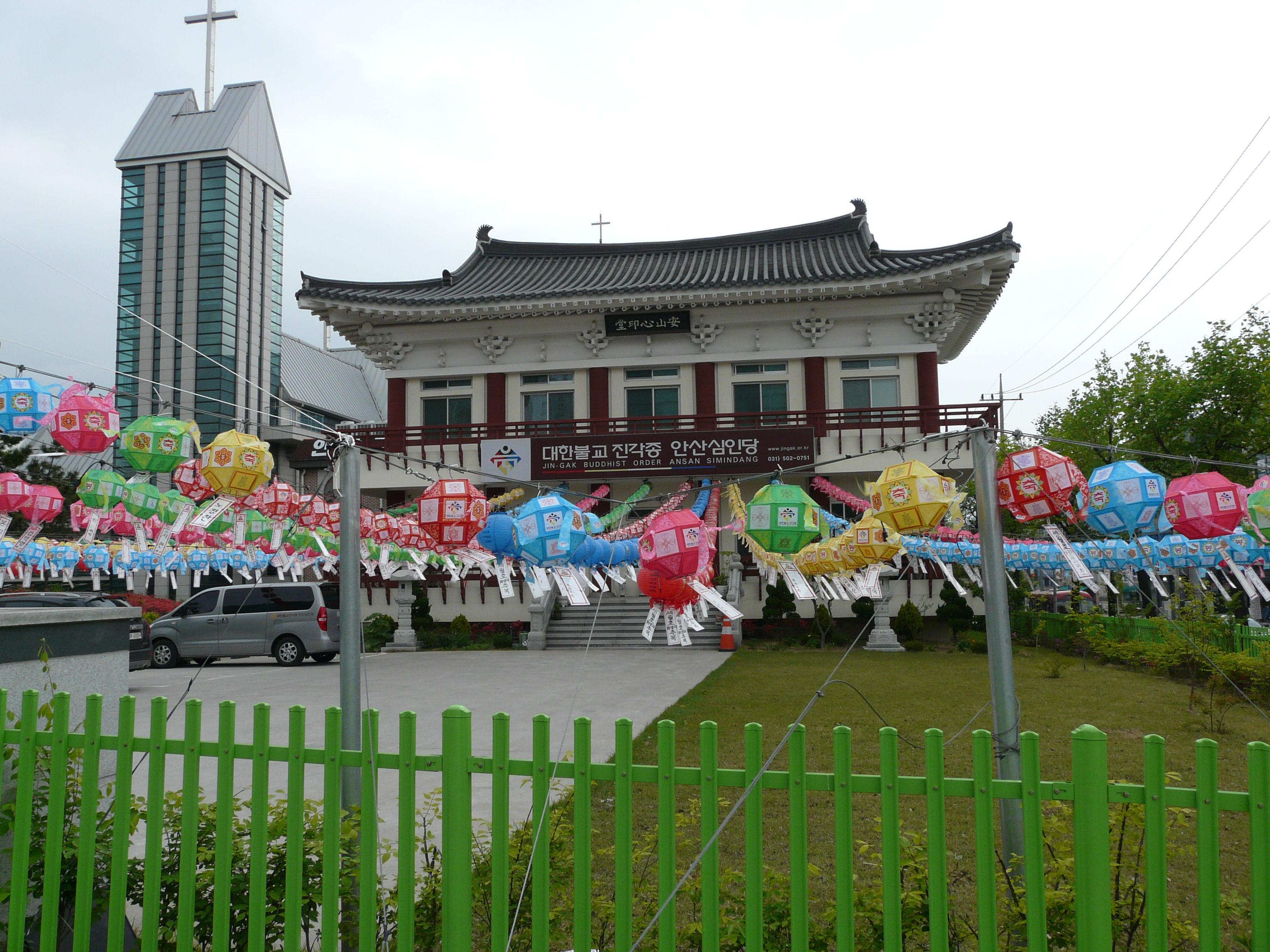
Una chiesa cristiana dietro a un tempio buddhista dell'ordine Jingak ad Ansan, Gyeonggi.

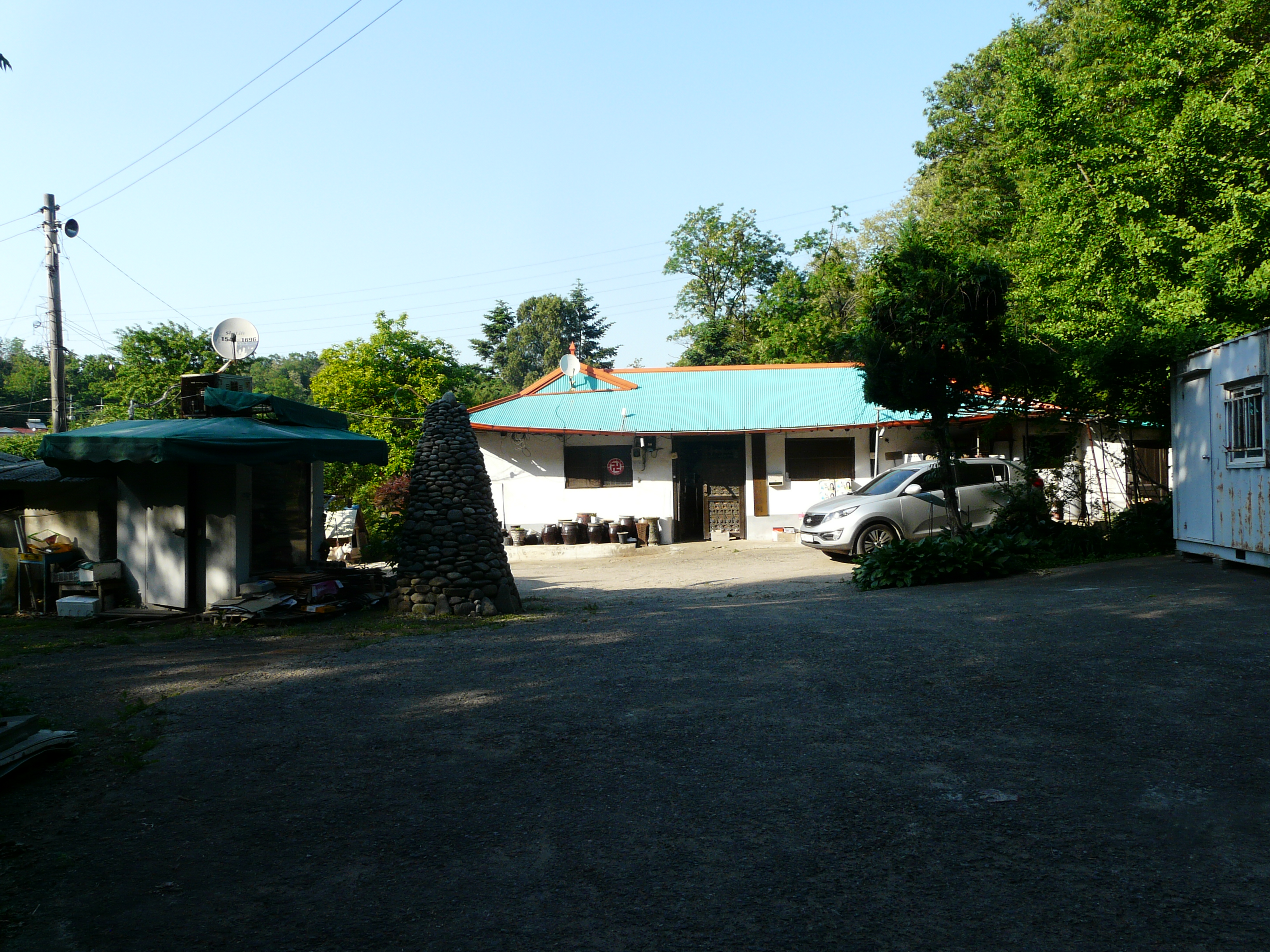
Un santuario del Sindo (sciamanesimo coreano) ad Ansan.

Le religioni predominanti in Corea del Sud sono il buddhismo e il cristianesimo, un'ampia parte della popolazione è difatti composta da cattolici romani e protestanti di varie denominazioni. La pratica di entrambe queste religioni è stata fortemente influenzata dal confucianesimo coreano — ideologia ufficiale nei 500 anni della dinastia Joseon — e dallo sciamanesimo coreano, tradizione religiosa nativa della penisola coreana.

## Statistiche
Nel 2005, della popolazione sudcoreana il 46,5% si è classificato come irreligioso, mentre il 22,8% buddhista, il 29,2% cristiano (18,3% protestante e 10,9% cattolico); il resto (corrispondente all'1,7% del totale) è aderente a varie forme religiose minoritarie tra cui il movimento "Jeung San Do" ed il suo rivale sincretico "Daesun Jinrihoe", il ceondoismo, il taoismo ed infine il "buddhismo Won". Una piccolissima minoranza di coreani poi professa l'Islam. Le grandi aree metropolitane hanno generalmente la più alta concentrazione percentuale di persone appartenenti a gruppi religiosi formali: il 49,9% a Seul, il 46,1% a Pusan, il 45,8% a Taegu. La Corea del Sud ha poi la 3° più alta percentuale di cristiani di tutta l'Asia orientale e del Sudest asiatico, dopo Filippine e Timor Est.
Fatta eccezione per i gruppi cristiani che mantengono una distinzione abbastanza netta tra credenti e non-credenti, vi è una certa ambiguità in queste statistiche; ad esempio non esiste un criterio esatto od esclusivo con cui buddhisti o confuciani possan esser identificati. Anche se esistente in altri paesi, la pratica cerimoniale del prendere rifugio nei 3 gioielli costituiti dal Buddha, dal dharma e dallo sangha, impegno che distingue buddhisti da non buddhisti, ha in parte perso forza e mordente nei non fedeli, essendo veduta anche la religione come un fatto eminentemente ereditario.
Per quanto il buddhismo si sia col tempo armonizzato con la cultura tradizionale coreana e che può esser veduto ed interpretato come una filosofia di vita piuttosto che una vera e propria religione, molte persone al di fuori di questi gruppi formali sono state - e continuano ad esserlo - fortemente influenzate da queste tradizioni. Inoltre non è affatto raro anche per non praticanti andare a pregare nei templi buddhisti o partecipare ai riti ancestrali di tradizione confuciana ed infine anche andar a consultare uno sciamano per cercar di farsi aiutare in questioni personali.
Come risultato, se si considera il numero di individui più o meno influenzati da tali filosofie, circa la metà dei sudcoreani può anche esser considerata buddhista ed influenzata ai principi confuciani Inoltre, le statistiche possono facilmente sotto-rappresentare il numero di persone appartenenti a nuovi gruppi o sette di tipo religioso: alcune fonti sono arrivate a dare la cifra del 15,2% dei sudcoreani come aderenti a qualcuna di queste nuove religioni
Data la grande diversità di espressione religiosa all'interno della nazione, il ruolo della fede nello sviluppo sociale è stato complesso; alcune tradizioni vengono rispettate più come importanti eredità culturali piuttosto che come riti effettivi di culto. Il confucianesimo ad esempio rimane molto importante come insegnamento di etica sociale, la sua influenza è evidente nell'immensa importanza che i sudcoreani attribuiscono all'istruzione. Il culto degli antenati, influenzato sia dal buddhismo Mahāyāna che dai riti confuciani, rimane un'importante pratica sociale tra gli operatori formali di quelle fedi, così come anche tra i non praticanti e i cattolici.
Il cristianesimo s'identifica con la modernizzazione e la riforma sociale; molti cristiani contemporanei, come il leader cattolico dell'opposizione al regime militare Kim Dae-Jung, sono sempre stati schietti sostenitori dei diritti umani e, se necessario, critici anche forti del governo. Varie organizzazioni, tra cui la "missione industriale urbana" e la promozione delle "organizzazioni del lavoro e del movimento sindacale", sono sponsorizzate dal cristianesimo. Le nuove religioni attingono sia dalle variegate credenze tradizionali che dal monoteismo occidentale, ottenendo così come risultato ultimo una varietà sconcertante di pratiche e di diversità d'opinioni; è stato stimato che vi siano state ben 5.000 nuove religioni originatesi in terra coreana a partire dal tardo XIX secolo, anche se nella maggioranza dei casi si trattò di fenomeni minoritari ed ampiamente transitori.

## Irreligiosità
Nel 2005, secondo i dati rilevati dall'ufficio nazionale statistico, il 46,5% dei sudcoreani sono stati classificati come non-religiosi. Secondo un sondaggio svolto nel 2012 dal "Gallup International" il 15% della popolazione si considerava esser con convinzione atea, contro l'11% della precedente indagine datata 2005.

## Buddhismo
Il buddhismo penetrò in Corea dalla Cina durante il periodo dei Tre Regni; si attestò esser l'influenza religiosa e culturale dominante nei durante il periodo degli stati del Nord e del Sud (698-936) e tra la dinastia Goryeo (918-1392). Anche il confucianesimo venne portato direttamente dalla Cina durante i primi secoli, ma ha occupato una posizione subordinata, questo fino alla dinastia Chosun (1392-1910), con conseguente persecuzione del buddhismo a favore dei dettami di Confucio. Il buddhismo è più forte nelle zone orientali più tradizionali del paese, vale a dire nelle regioni di Yeongnam e Gangwon, in cui viene a rappresentar più della metà dell'intera popolazione che si reputa religiosa.
Vi sono poi tutta una serie di differenti scuole interne al buddhismo coreano, tra cui lo Zen (VII secolo): purtuttavia la stragrande maggioranza dei templi buddhisti (circa il 90%) fanno parte dell'ordine Jogye, setta sincretica tradizionalmente collegata alla tradizione Zen. Molti seguaci poi combinano la pratica buddhista con lo sciamanesimo. La maggior parte dei più antichi e famosi templi del paese, come il tempio di Bulguksa e quello di Boemeosa, sono direttamente gestiti dall'ordine Jogye, che ha la sua sede principale nello Jogyesa al centro della capitale.
Altre tradizioni buddhiste presenti comprendono l'ordine Taego e Cheontae: anche il Taego è una forma di Zen, mentre il Cheontae è una riproposizione in stile moderno della scuola cinese denominata Buddhismo Tiāntái, che si concentra eminentemente sul Sutra del Loto. Un'altra scuola è poi quella di Jingak, una forma di Buddhismo Vajrayāna. Sia gli ordini Jogye che Cheontai richiedono ai loro monaci l'osservanza di uno stretto celibato, mentre gli ordini Taego e Jingak consentono ai religiosi di potersi sposare.

## Cristianesimo

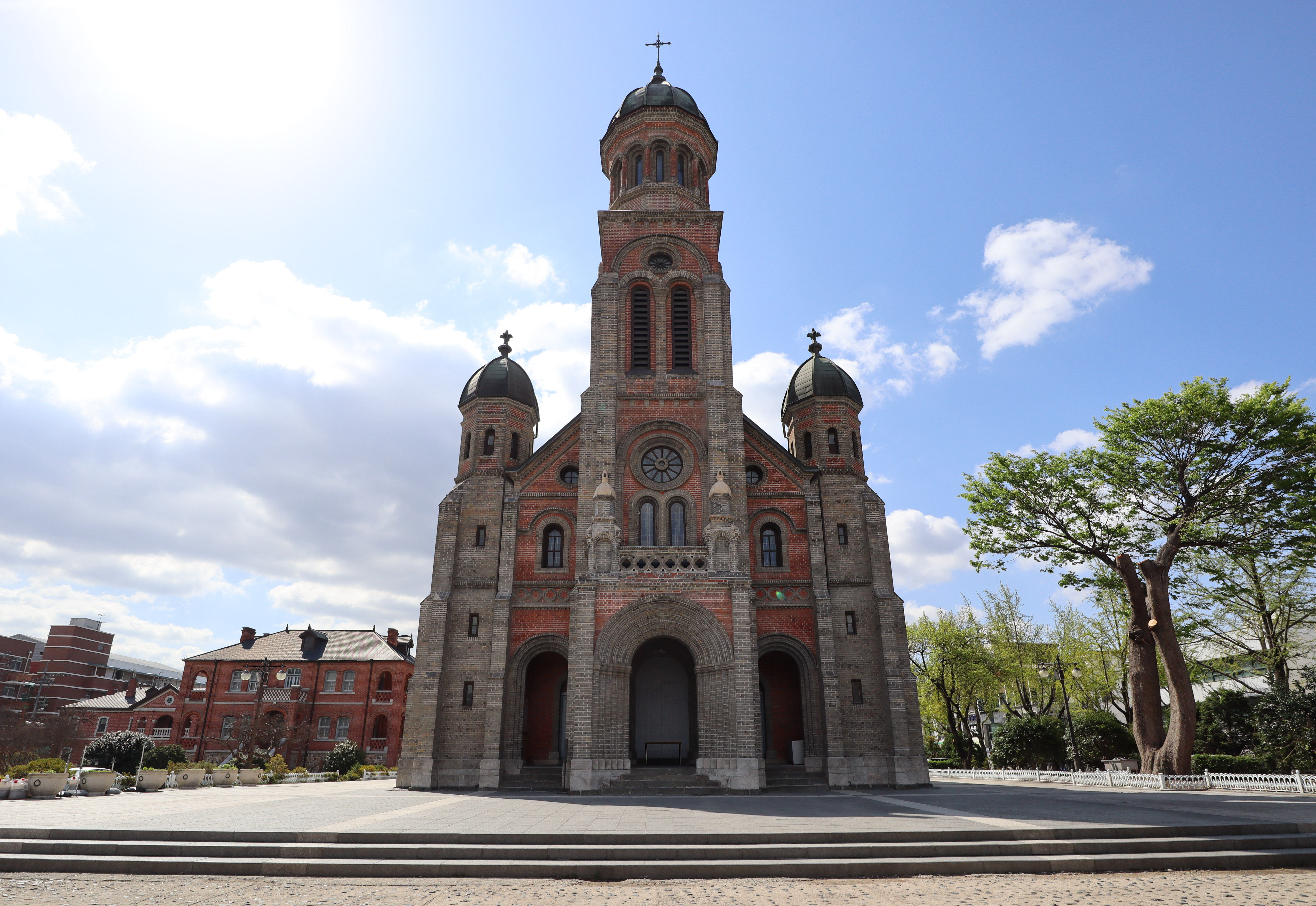
Chiesa cattolica nei pressi della zona di Jeondong, nella Città di Sejong.

Nel Paese sono presenti tutte le tradizionali confessioni cristiane: la Chiesa cattolica, il protestantesimo e la Chiesa ortodossa.
I primi missionari cattolici arrivarono in Corea nel 1794, un decennio dopo il ritorno in patria del primo battezzato coreano (fatto avvenuto a Pechino). L'attività dei missionari cattolici in Corea cominciò ad opera di padri delle Missioni estere di Parigi, sostenuti dalla Francia. Karl Gützlaff fu il primo missionario protestante a visitare la Corea nel 1832. Il cristianesimo ortodosso fu introdotto in Corea nel corso del XIX secolo ad opera di della Chiesa ortodossa russa. Un gran numero di cristiani viveva nella parte settentrionale della penisola, ove l'influenza confuciana non è mai stata così forte come nelle regioni più a sud: prima del 1948 Pyongyang era un importante centro cristiano, con almeno un sesto della sua popolazione convertita. Dopo la creazione del regime ateo comunista della Corea del Nord la maggior parte di essi sono dovuti fuggire a sud per evitar di subire una feroce persecuzione.
La fede cristiana è fortemente dominata dalle sue quattro denominazioni di cattolici, presbiteriani, metodisti e battisti. Tra le tre tradizionali confessioni cristiane, quella ortodossa è però la meno rappresentata: nel Paese si contano infatti solo 4.000 ortodossi. La chiesa ortodossa coreana è una chiesa sotto la guida spirituale e la giurisdizione del patriarcato ecumenico di Costantinopoli. Allo stesso modo che per i non praticanti, anche per i cattolici vi è stata una profonda integrazione con i costumi tradizionali e i riti più spiccatamente di fede buddhista. L'osservanza del culto degli antenati-jesa e della filosofia sociale di Confucio sembrano esser meno seguite ed osservate dai protestanti.
Nel 1984 Giovanni Paolo II fu il primo Papa a visitare il Paese.

### Mormonismo
La Chiesa di Gesù Cristo dei Santi degli ultimi giorni è stata istituita in Corea del Sud a seguito del battesimo di Kim Hi Jik nel 1951; egli è stato il primo convertito alla fede dei mormoni nonché in seguito figura chiave per l'opera missionaria all'interno del paese, divenendo traduttore delle scritture e leader influente della chiesa. Alla fine del 2012 vi erano 81628 membri, un tempio, 3 missioni (con una quarta in arrivo), 128 congregazioni e 24 centri genealogici.

## Muismo o sinismo
Lo sciamanismo di matrice coreana, maggiormente conosciuto sotto la denominazione di muismo (mugyo o "religione del Mu"), altre volte invece come sinismo (shingyo o "religione degli dèi") comprende una varietà di credenze indigene e pratiche popolari. Lo sciamano (-mudang o tangol) coreano è simile per molti versi a quello conosciuto in Siberia, Mongolia e Manciuria; solitamente si tratta di un individuo di sesso femminile ed il suo ruolo risulta esser quello di intermediario attivo tra un'entità spirituale più o meno d'origine divina e soprannaturale e gli esseri umani.
Dai primi anni 2000 la pratica e dottrina sciamanica è venuta a goder di una sempre maggior popolarità tra i giovani.

## Nuove religioni
Col termine del regno dinastico Chosun nel 1910 per l'avvenuta occupazione giapponese dell'intera penisola (vedi Corea sotto il dominio giapponese) vi è stato un notevole stimolo nei riguardi della fondazione di nuove forme di espressione religiosa; generalmente attingendo ad una combinazione tradizioni autoctone, dottrine orientali ed occidentali. La più importante di queste è sicuramente il ceondoismo, la quale ammontò a più di un milione di membri durante il suo apice durante i primi anni del XX secolo; altre fedi simili includono il "Buddhismo Won", il "Daejonggyo", l'Altare della Vittoria (movimento religioso) e le religioni derivanti dall'insegnamento di Kang Jeungsan, tra cui Daesoon Jinrihoe e "Jeung San Do".

### Ceondoismo
Il ceondoismo, ovvero la "Via della scuola celeste", è generalmente considerata come la prima tra le nuove religioni nate e sviluppatesi in Corea durante il XX secolo; si tratta di una sintesi tra neo-confucianesimo, buddhismo, sciamanismo, taoismo, oltre ad influenza cattoliche: i suoi credenti costituiscono meno dello 0,1% dell'intera popolazione.

## Altre religioni

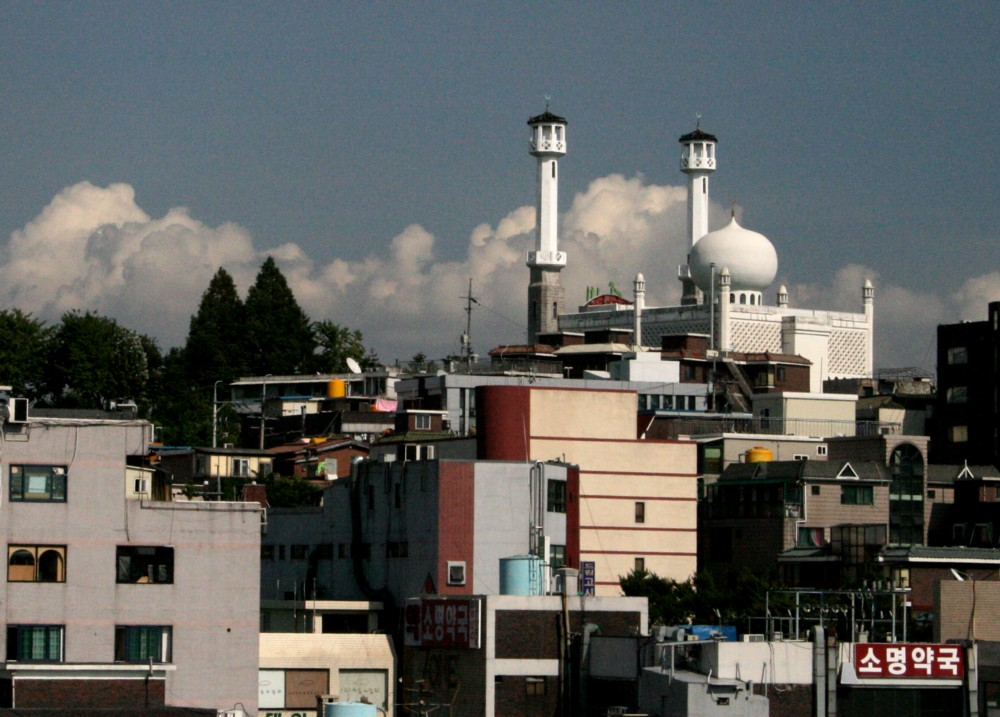
Panorama di una moschea nel centro di Seul.

### Islam
Oltre ai nativi musulmani di etnia coreana, che ammontano a circa 40.000, vi sono anche più di 100.000 lavoratori stranieri provenienti da paesi a maggioranza islamica, in particolare dal Bangladesh e dal Pakistan

### Induismo
L'induismo viene praticato dalla piccola comunità indiana e nepalese.

### Ebraismo
La presenza ebraica in Corea del Sud ha avuto il suo inizio effettivo con lo scoppio della Guerra di Corea nel 1950; un gran numero di soldati statunitensi erano di religione ebraica, tra cui il cappellano e futuro scrittore Chaim Potok; la comunità ebraica è limitata all'area metropolitana di Seul. Nella Corea del Sud, il Talmud viene comunemente letto credendo che aumenti l'acume intellettuale e il profitto accademico, oltre a essere stimato per i valori e contenuti espressi.

## Conflitti religiosi
Alcuni cristiani protestanti coreani hanno espresso apertamente ostilità nei confronti del buddhismo e dello sciamanesimo coreano; vi sono stati episodi di incendi dolosi e atti di vandalismo contro santuari e strutture: in alcuni di questi casi gli autori sono stati identificati come protestanti che attaccavano l'idolatria.